# بر أحمد
 پر أحمد Pare ahmad ، قرية صغيرة تقع أسفل (هضبة پر أحمد) وتتبع ناحية كوخرد  (بالفارسية: بخش كوخرد)  من توابع مدينة بستك في محافظة هرمزگان في جنوب إيران.

## حدود پر احمد
من الشمال: سلسلة جبال الناخ، ومن الجنوب قرية تخت قرو، ومن الغرب قرية ديخور، ومن الشرق تنتهي بـقرية هضبة (بهر بارو) في أقصى الشرق.

## السكان
يبلغ عدد سكان هذه القرية الصغيرة في حدود 25 شخص من أهل السنة والجماعة وعلى المذهب الشافعي.

## البدو الرحل
هم من البدو الرحل، يمتهنون بتربية المواشي والأغنام. ويجلبون الحطب من الجبال المحيطة بهم، وكذلك الأعشاب الطبية الموجودة على سفح الجبل وبيعها في القرى المجاورة لهم. كذلك هناك مجموعة من العيون العذبة تقع خلف هضبة أحمد في جبال الناخ، تغذي هذه العيون حة الي خمسائة نخلة.

## وصلات خارجية
- الادارية لمحافظة هرمزگان
- الادارية لمحافظة هرمزگان (بلده كوخرد)